# Uropsilus nivatus
Uropsilus nivatus — вид ссавців родини Talpidae. Він походить із провінції Юньнань у Китаї та, можливо, присутній у М'янмі. Його назва посилається на Сніжну гору Нефритового Дракона, яка є типовим місцем проживання виду. Крім цього, єдиний інший підтверджений зразок походить з гори Кан.
Раніше він вважався синонімом U. gracilis, але філогенетичне дослідження 2018 року виявило, що це окремий вид. Дослідження виявило, що це другий найбільш базальний представник Uropsilus (тільки U. investigator є більш базальним), відрізняючись від решти роду протягом раннього-середини пліоцену.